# Llança de Mart

Llança de Mart

La llança de Mart, també coneguda com a fletxa d'Ares (♂) és un símbol d'un cercle amb una fletxa una mica inclinada que n'emergeix. En l'antiguitat s'interpretava normalment com l'escut i la llança del déu de guerra Mart o Ares. El símbol té l'entrada Unicodi U+2642.
Té molts significats:
Ciència:
- El gènere masculí
- El Planeta Mart
- L'element químic del Ferro

Mitologia:
- El déu romà Mart o el déu grec Ares.

Altres
- És part de logotip de Volvo.
- En documents medievals i barrocs, simbolitzava el dimarts.